# Нами
Нами (яп. ナミ нами) по прозвищу «Кошка-воровка» (яп. 泥棒猫 доробо: нэко) — одна из центральных персонажей аниме и манги «One Piece. Большой куш». Нами — одна из Пиратов Соломенной шляпы и является третьей, кто вступил в эту команду. В команде она занимает должность навигатора. Изначально она была воровкой, которая грабила пиратов, чтобы выкупить свою родную деревню у пирата-рыбочеловека Арлонга, много лет терроризировавшего её жителей, и она изначально вступает в команду Соломенной шляпы, чтобы её обокрасть, а затем покидает их. В конце концов, когда Луффи и его команда побеждают Арлонга и его шайку и тогда открываются истинные намерения Нами, она вступает в команду снова, на сей раз окончательно. Её мечта — нарисовать карту всей планеты. Нами очень умна, она, больше всего любит деньги и мандарины. Хорошо разбирается в метеорологии, что позволяет ей прогнозировать погоду в любой ситуации. В бою использует цеп, который может трансформироваться в посох, а впоследствии использует погодный посох — посох с механизмами, позволяющими управлять погодой.

## Сюжет

### Описание персонажа
Нами — девушка среднего роста с рыжими волосами и светло-карими глазами. У неё стройная фигура и весьма большая грудь. На левом плече у неё находится синяя татуировка, представляющая собой стилизованный рисунок вертушки и мандарина. Ранее на месте этой татуировки была другая, с Весёлым Роджером пиратов Арлонга. В СБС 6 тома Эйитиро Ода сообщил, что параметры фигуры Нами в начале манги составляют 86-57-86, на момент арки «Триллер Барк» 95-55-85, а после двухлетней тренировки — 98-58-88.
Нами является одним из умнейших членов Пиратов Соломенной шляпы и, по словам Оды, третьей по интеллекту среди персонажей, представленной в саге «Ист-Блу», (первым является Бенн Бекмен, член Пиратов Рыжего, а вторым — Капитан Куро). Больше всего Нами любит деньги и мандарины. Нами очень хитра, изворотлива и пойдёт на всё, чтобы получить круглую сумму денег. Её любовь к деньгам является следствием того, что в детстве её приёмная семья жила очень бедно. Часто оставляет членов своей команды в денежных долгах, но, несмотря на это, ценит своих соратников выше любых денег. Она достаточно строгая и властная и часто командует другими членами команды, даже Луффи, несмотря на то, что он является капитаном. Нами труслива и часто может убежать от опасности, бросив своих соратников, но иногда ей удаётся преодолеть свою трусость, чтобы спасти друзей. Тем не менее, несмотря на свою вспыльчивость, Нами в глубине души очень сентиментальна и чувственна, и способна сопереживать тем, кто пережил печальные события. Часто носит открытую одежду и даже позволяет фотографировать её в купальнике. Использует свою сексуальную привлекательность ради собственной выгоды: может позволить мужчинам увидеть её полностью обнажённой, потребовав за это 100 000 белли, даже если это происходит случайно.

### Сила и способности
Нами — невероятно способный штурман и метеоролог, и она способна определять будущую погоду по таким признакам, по которым никто не может. Именно это её свойство помогает команде в навигации по течению Гранд-Лайн, которое отличается непредсказуемым климатом. Она — отличный вор, манипулятор и карманник, именно благодаря этим навыком она ограбила не одну пиратскую шайку за много лет. Нами достаточно ловкая и сильная, но до таких бойцов, как Луффи, Зоро или Санджи ей очень далеко, так как она не очень хороша в качестве бойца. В бою использует посох, состоящий из трёх сегментов соединённых цепью. Этот посох может использоваться и как цеп. Перед событиями в Алабасте Усопп изобретает для неё погодный посох, с помощью которого можно управлять погодой, увлажняя воздух, повышая и понижая его температуру. Благодаря погодному посоху она может вызывать торнадо, бури и молнии. Также может создать миражи, чтобы запутать противника. Впоследствии погодный посох получает от Усоппа модификацию, основанную на ракушках с небесного острова Скайпия.

### Другие появления
Нами присутствует во всех ответвлениях аниме-сериала и манги: в полнометражных фильмах, в OVA и в играх. Существует эпизод-кроссовер One Piece, где присутствуют также персонажи Toriko. Через год вышла серия-кроссовер с персонажами One Piece, Toriko и «Жемчуг дракона Z», соответственно, в обеих этих сериях присутствует Нами. Эйитиро Ода и Акира Торияма вместе создали мангу-кроссовер Cross Epoch, вышедшую в 2006 году, где присутствуют персонажи и One Piece. и «Жемчуга Дракона Z».

## Телесериал
В 2023 году на канале Netflix вышел первый сезон телевизионного сериала One Piece. Большой Куш. Роль Нами в сериале исполнила американская актриса Эмили Эллен Радд.

## Озвучивание
Озвучиванием персонажа на японском языке занимались Акэми Окамура, Вакана Ямадзаки (серии 70—78) и Мэгуми Тоёгути (OVA 1). На русском языке — Екатерина Гороховская.

## Отзывы и критика

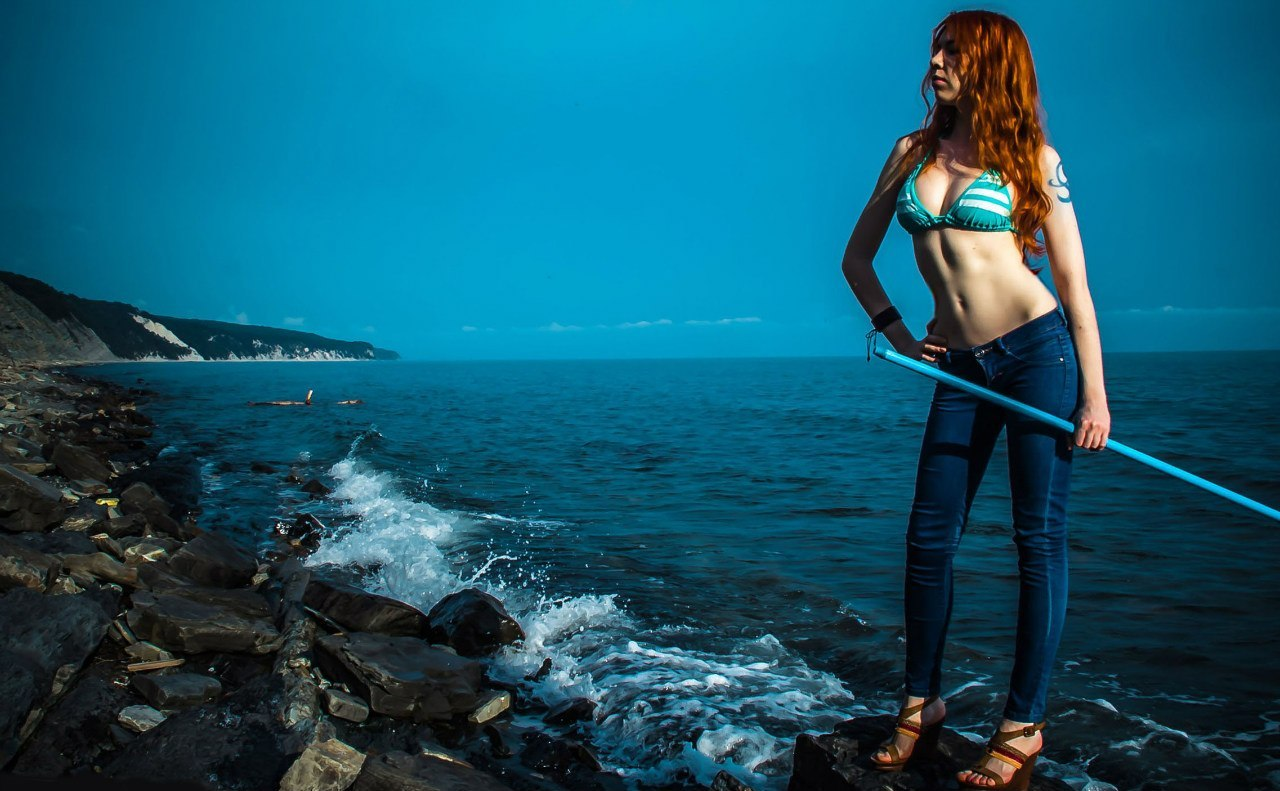
Нами является популярным объектом для косплея. В данном случае показан косплей Нами во второй части сериала

По данным журнала Weekly Shonen Jump, Нами занимает 10 место в списке любимых персонажей. Джеррет Пайн, представитель Mania Entertainment отметил трогающую и эмоциональную предысторию персонажа, и что это его любимый персонаж, также отметив, что манга очень хорошо рассказывает о её прошлом. При обзоре 11 DVD от Viz Media представитель Activeanime отметил, что Нами стала его любимым персонажем и его также тронула предыстория персонажа. В ходе опроса, проведённого студией в Японии в 2002 году, Нами заняла 28 место в списке любимейший женских персонажей. В 2008 году Нами была номинирована на приз в категории «Лучший женский персонаж». В последнем, 5-м рейтинге популярности персонажей One PIece, результаты которого были опубликованы в декабре 2014 года, Нами заняла 8 место, обойдя при этом остальных женских персонажей, что делает её самой популярной героиней манги. Японская энциклопедия аниме-персонажей Charapedia, с 28 августа 2015 года по 2 сентября 2015 года опросив 10,000 человек, составила рейтинг самых очаровательных аниме-героинь с большой грудью, в котором Нами заняла 1 место.